# Мориски
Мориски (от арабски: موريسكيون‎ – малки маври, мавританчета) са наричани мюсюлманите, които остават в Испания и Португалия след Реконкистата на Иберийския полуостров и са насилствено накарани да приемат християнството.
Наименованието „мориски“ е употребявано в Кастилия. Наричани са маври в Арагон, а във Валенсия и Каталония – сарацини.
Те стават християни, но не могат да спечелят доверието на християнските управници в Кастилия и Арагон, тъй като ги подозират (не без основание), че поддържат тайно мюсюлманската си религия. Изгонени са от Испания през 1609 г.
Към XVI век наброяват между 300 и 450 хил. души или ок. 5 – 7,5 % от населението на страната, като са сред икономически най-напредналите му части. Загубата им, според някои трактовки, засилва упадъка на Испания със залеза на т.нар. испански златен век.
Броят на мориските в Португалия е много по-малък и те бързо са претопени.